# The Pentagon Papers (película)
The Pentagon Papers es un telefilme estadounidense de 2003 dirigida por Rod Holcomb y protagonizada por James Spader y Claire Forlani. Está basada en hechos reales.

## Argumento
Daniel Ellsberg es un ambicioso ex marine educado en Harvard y que ocupa un puesto de alto nivel en el Pentágono. Es destinado como analista para controlar las informaciones procedentes de Vietnam. Al principio él está de acuerdo con la guerra de Vietnam que sacude en esos tiempos el país hasta que descubre de forma atónita un informe secreto de 7.000 páginas sobre esa guerra, que pone al descubierto la verdadera magnitud de la intervención clandestina de Estados Unidos en ese conflicto, que es mucho más grande de lo admitido al público estadounidense y que muestra la imposibilidad de ganarla además de mostrar también de que la participación estadounidense en ella fue planeada de antemano. 
Ellsberg debe enfrentarse entonces al dilema de exponer la traición de una nación y actuar contra una guerra que no puede ser ganada o protegerla como un asunto de seguridad nacional del país. Finalmente decide publicarlo, cosa que ocurre en 1971 a pesar de los esfuerzos del gobierno de Richard Nixon de evitarlo, que fracasan, cuando el Tribunal Supremo respalda la publicación, que es considerada legal y respalda también el derecho de la prensa de publicar sin censura y de cumplir así su función de controlar un gobierno en una democracia para ella. 
Por todo lo ocurrido Ellsberg tiene luego que enfrentarse aun así a repercusiones personales, cuando el gobierno le acusa luego de traición al haber publicado los papeles que son luego conocidos como los Pentagon Papers. Sin embargo el juicio contra él es abolido en 1973 por el juez responsable, cuando se descubre que ha sido víctima de una persecución ilegal de los mismos del gobierno que entraron en Watergate, el caso destapado por la prensa después del asunto de los Pentagon Papers, el cual sacó a Richard Nixon de la Presidencia.  
De esa manera Ellsberg sale como hombre libre. La revelación de los papeles contribuyó al fin de la guerra de Vietnam y también contribuyó a que el gobierno de Nixon cayese con el tiempo a causa del escándalo Watergate. 

## Reparto
| Actor          | Personaje       |
| -------------- | --------------- |
| James Spader   | Daniel Ellsberg |
| Claire Forlani | Patricia Marx   |
| Paul Giamatti  | Anthony Russo   |
| Alan Arkin     | Harry Rowen     |
| Kenneth Welsh  | John McNaughon  |
| Maria Del Mar  | Carol Ellsberg  |
| Sean McCann    | John Mitchell   |

## Producción
La película fue rodada en diferentes localidades de Toronto.

## Recepción
En el presente la película está siendo valorada en el Internet en los portales de información cinematográfica. En IMDb, con 1.487 votos registrados obtiene una media ponderada de 6,5 sobre 10. En el portal de internet Rotten Tomatoes, la audiencia ha recibido una aprobación de 64%, basada en más de 500 votos, con una calificación de 3,5 de 5.